# 華盛頓號槳帆船 (尚普蘭湖)

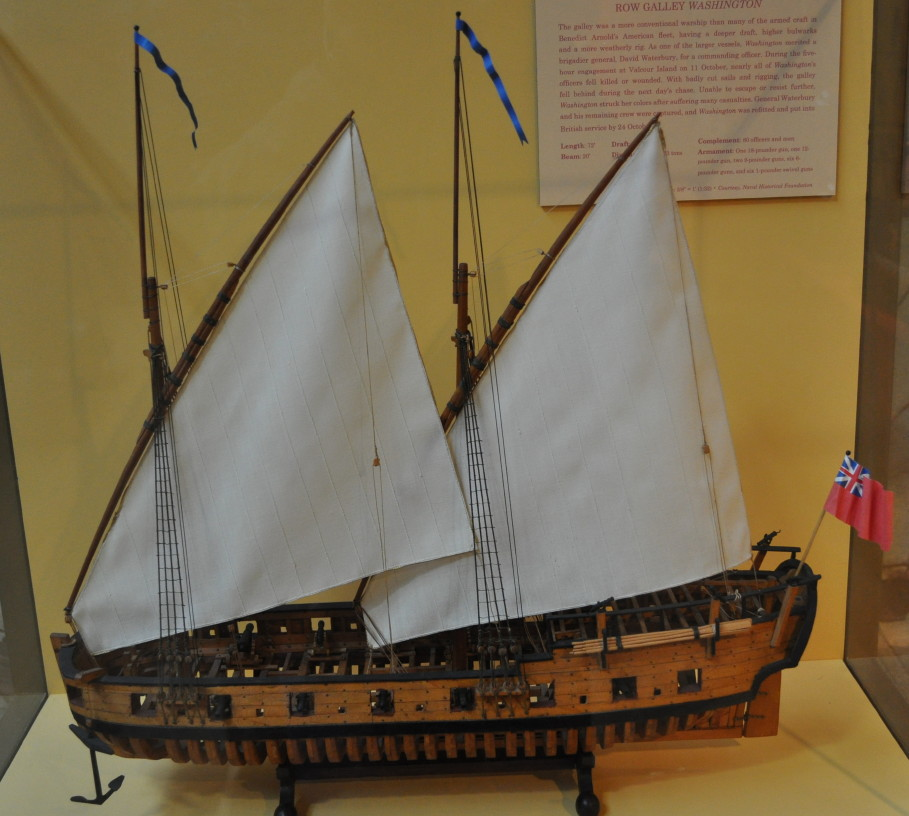

華盛頓號（USS Washington）是一艘在美國獨立戰爭期間隸屬於大陸議會旗下的123噸雙桅縱帆槳帆船（lateen-rigged galley），以當時的美方統帥、也就是日後的首任總統喬治·華盛頓為名。華盛頓號於1776年秋天時在紐約州史坎尼斯伯羅（Skenesboro，今白廳鎮的一部份）的尚普蘭湖（Lake Champlain）湖畔建造完工，並於該年10月6日加入班奈狄克·阿諾德（Benedict Arnold）准將所指揮的一個小型艦隊。
之後，華盛頓號由阿諾德的副手、大衛·華特貝瑞准將（B.Gen David Waterbury）指揮，駐紮在尚普蘭湖瓦庫爾島的一處避風港內，等待預期會進犯的英國軍隊。由湯瑪斯·普林戈（Capt. Thomas Pringle）所率領、一支由25艘船艦所組成的皇家海軍艦隊在10月11日抵達瓦庫爾島，並從背風面砲擊美方船艦。在這場瓦庫爾島戰役中，華盛頓號承受了最猛烈的敵方砲火，損壞程度嚴重到幾乎無法維持漂浮。
10月12日時，美方船艦在阿諾德的指揮下以悶槳（muffled oars，以布匹包裹住划槳避免槳和船身敲擊時產生噪音，降低被敵人發現的機率）方式從英軍艦隊旁溜過，成功向南逃逸，但還是在隔日的13日被英軍追上。阿諾德順利地將他麾下包括旗艦國會號（USS Congress）在內的四艘槳帆船擱岸並焚燬，船隊中的其他艦隻則繼續逃往河上游。唯有殿後的華盛頓號，在遭遇了幾次船側砲擊之後舉旗投降，被英軍俘虜。
被俘後的華盛頓號加入了英軍船隊，並改裝為雙桅橫帆船（brig）后继续以原名在英国皇家海军服役，但其最终去向无详细记录。